# Inhuma (genre)
Pour l’article homonyme, voir Inhuma.
Genre
Synonymes
- Hugoesia Soares, 1968

Inhuma est un genre d'opilions laniatores de la famille des Gonyleptidae.

## Distribution
Les espèces de ce genre sont endémiques du Brésil. Elles se rencontrent au Goiás et au District fédéral.

## Liste des espèces
Selon World Catalogue of Opiliones (23/08/2021) :
- Inhuma lopesi (Soares, 1968)
- Inhuma pessoai Piza, 1938

## Publication originale
- Piza, 1938 : « Novos Opiliões do Brasil. » Boletim Biologico, vol. 3, p. 135–146.